# Nisannu
Nisannu (auch Nissan, Nisan, nesag) war im babylonischen Kalender der akkadische Name des ersten Monats und des ersten Akitifestes der Jahreserstlinge. Der Begriff Nisannu ist erstmals im 14. Jahrhundert v. Chr. in Ugarit belegt. Möglicherweise leitete er sich aus dem Monatsnamen itini-ni-sag ab, der im Kalender von Mari benutzt wurde. In der sumerischen Sprache könnte Nisannu daher in der Schreibung waraḫ isin/ša nisanni Verwendung gefunden haben. Im Jüdischen Kalender, der von den Juden während des Babylonischen Exils zwischen 586 und 536 v. Chr. aus dem Babylonischen Kalender übernommen wurde, entspricht der Nisannu dem Monat Nisan.

## Beginn des Nisannu

### Schaltmonate durch Ausrufung des Königs
In der Landwirtschaft markierte er zugleich den Startmonat der ersten Jahreshälfte, bevor im Monat Tašritu gemäß den Einträgen auf den Keilschrifttafeln des Astrolab B das zweite Akitufest des Jahres mit den Feiern der Aussaat begonnen wurde. Mit dem Monat Nisannu war ab dem ersten Jahrtausend v. Chr. der auch im Zusammenhang des Monats Tašritu verwendete Zusatzbegriff „Beginn eines neuen Jahres“ (SAG MU.AN.NA) verbunden.
Da im Monat Nisannu gemäß den babylonischen Quellen entweder das erste Neulicht oder der erste Vollmond des Frühjahrs lag, begann der Monat Nisannu im Normalfall frühestens am 7. März und spätestens am 19. April. Diese Systematik hatte mit dem Schaltmonat Ululu II zur Folge, dass in den Monat Tašritu entweder das erste Neulicht oder der erste Vollmond des Herbstes fiel.

### Planmäßiger Schaltzyklus ab 424 v. Chr.

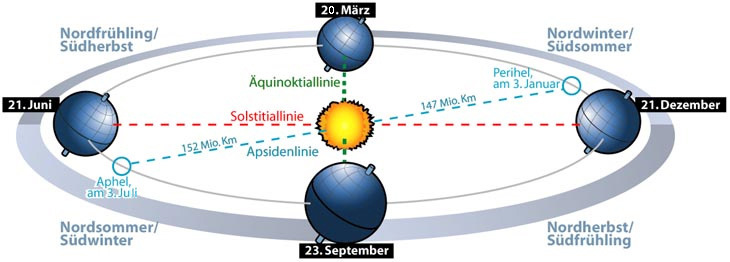

Im Jahr 424 v. Chr. wurde von Artaxerxes I. ein planmäßiger Schaltzyklus eingeführt. In den Jahren 3, 6, 8, 11, 14 und 19 erfolgte der Einschub des Monats Addaru II; im 17. Jahr dagegen als 13. Monat der Ululu II. Die Nachfolger von Artaxerxes I. hielten sich ebenfalls an das Schaltschema.
Im Gegensatz zu den früheren Schaltungen wurde der Zeitpunkt des neuen Jahres nun grundsätzlich durch das erste Neulicht bestimmt, das frühestens am Tag des Frühlings (21. März) in den ersten Monat Nisannu fiel.
Aufgrund der planmäßigen Schaltungen bestand für den Zeitpunkt des kalendarischen Neujahrs nur noch eine Schwankungsbreite von 28 Tagen (21. März bis 18. April); der Durchschnittswert lag bei 14 Tagen (4. April). Nach 19 Jahren begann der nächste Schaltzyklus, der wieder die gleichen Datierungen aufwies.
| Schaltzyklus im babylonischen Kalender |                     |             |                           |                             |            |
| Zyklusjahr                             | Datierung           | Schaltmonat | Beginn des Schaltmonats   | Beginn des nächsten Nisannu | Zyklusjahr |
| 19                                     | 425 bis 424 v. Chr. | Addaru II   | 19. März 424 v. Chr.      | 18. April 424 v. Chr.       | 1          |
| 1                                      | 424 bis 423 v. Chr. |             |                           | 7. April 423 v. Chr.        | 2          |
| 2                                      | 423 bis 422 v. Chr. |             |                           | 27. März 422 v. Chr.        | 3          |
| 3                                      | 422 bis 421 v. Chr. | Addaru II   | 16. März 421 v. Chr.      | 15. April 421 v. Chr.       | 4          |
| 4                                      | 421 bis 420 v. Chr. |             |                           | 4. April 420 v. Chr.        | 5          |
| 5                                      | 420 bis 419 v. Chr. |             |                           | 24. März 419 v. Chr.        | 6          |
| 6                                      | 419 bis 418 v. Chr. | Addaru II   | 12. März 418 v. Chr.      | 11. April 418 v. Chr.       | 7          |
| 7                                      | 418 bis 417 v. Chr. |             |                           | 30. März 417 v. Chr.        | 8          |
| 8                                      | 417 bis 416 v. Chr. | Addaru II   | 18. März 416 v. Chr.      | 17. April 416 v. Chr.       | 9          |
| 9                                      | 416 bis 415 v. Chr. |             |                           | 6. April 415 v. Chr.        | 10         |
| 10                                     | 415 bis 414 v. Chr. |             |                           | 26. März 414 v. Chr.        | 11         |
| 11                                     | 414 bis 413 v. Chr. | Addaru II   | 15. März 413 v. Chr.      | 14. April 413 v. Chr.       | 12         |
| 12                                     | 413 bis 412 v. Chr. |             |                           | 3. April 412 v. Chr.        | 13         |
| 13                                     | 412 bis 411 v. Chr. |             |                           | 23. März 411 v. Chr.        | 14         |
| 14                                     | 411 bis 410 v. Chr. | Addaru II   | 13. März 410 v. Chr.      | 12. April 410 v. Chr.       | 15         |
| 15                                     | 410 bis 409 v. Chr. |             |                           | 1. April 409 v. Chr.        | 16         |
| 16                                     | 409 bis 408 v. Chr. |             |                           | 21. März 408 v. Chr.        | 17         |
| 17                                     | 408 bis 407 v. Chr. | Ululu II    | 13. September 408 v. Chr. | 9. April 407 v. Chr.        | 18         |
| 18                                     | 407 bis 406 v. Chr. |             |                           | 29. März 406 v. Chr.        | 19         |
| 19                                     | 406 bis 405 v. Chr. | Addaru II   | 19. März 405 v. Chr.      | 18. April 405 v. Chr.       | 1          |
| 19                                     | 387 bis 386 v. Chr. | Addaru II   | 19. März 386 v. Chr.      | 18. April 386 v. Chr.       | 1          |
| 8                                      | 398 bis 397 v. Chr. | Addaru II   | 18. März 397 v. Chr.      | 17. April 397 v. Chr.       | 9          |
| 8                                      | 379 bis 378 v. Chr. | Addaru II   | 18. März 378 v. Chr.      | 17. April 397 v. Chr.       | 9          |
| 19                                     | 368 bis 367 v. Chr. | Addaru II   | 17. März 367 v. Chr.      | 16. April 367 v. Chr.       | 1          |
| 7                                      | 361 bis 360 v. Chr. |             |                           | 30. März 360 v. Chr.        | 8          |
| 14                                     | 354 bis 353 v. Chr. | Addaru II   | 13. März 353 v. Chr.      | 11. April 353 v. Chr.       | 15         |